# Galvanoplastia del cobre

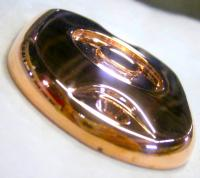
Cobreado sobre aluminio

La galvanoplastia del cobre es el proceso de aplicar una capa de cobre sobre la superficie de un objeto metálico. El cobre se utiliza como recubrimiento independiente y como capa inferior sobre la que posteriormente se aplican otros metales. La capa de cobre puede ser decorativa, proporcionar resistencia a la corrosión, aumentar la conductividad eléctrica y térmica o mejorar la adherencia de depósitos adicionales al sustrato.

## Visión general
La galvanoplastia de cobre tiene lugar en una célula electrolítica mediante electrólisis. Como en todos los procesos de revestimiento, la pieza que se va a revestir debe limpiarse antes de depositar el metal para eliminar suciedad, grasa, óxidos y defectos. Tras la limpieza previa, la pieza se sumerge en la solución electrolítica acuosa de la célula y funciona como cátodo. También se sumerge en la solución un ánodo de cobre. Durante el revestimiento, se aplica una corriente eléctrica continua a la célula que hace que el cobre del ánodo se disuelva en el electrolito por oxidación, perdiendo electrones e ionizándose en cationes de cobre. Los cationes de cobre forman un complejo de coordinación con las sales presentes en el electrolito, tras lo cual son transportados del ánodo al cátodo. En el cátodo, los iones de cobre se reducen a cobre metálico al ganar electrones. Esto hace que se deposite una fina película de cobre metálico sólido sobre la superficie de la pieza.
Los ánodos pueden ser simples placas de cobre o cestas de titanio o acero llenas de pepitas o bolas de cobre. Los ánodos pueden colocarse en bolsas anódicas, que suelen ser de polipropileno u otro tejido y se utilizan para contener partículas insolubles que se desprenden del ánodo y evitar que contaminen el baño de revestimiento.
Los baños galvánicos de cobre pueden utilizarse para recubrir una capa inicial fina y muy adherente que se recubre con capas adicionales de metal y que sirve para mejorar la adherencia de las capas posteriores al sustrato subyacente, o una capa más gruesa de cobre que puede servir como capa de acabado o como recubrimiento independiente.

## Tipos de química de revestimiento
Existe una gran variedad de electrolitos químicos que pueden utilizarse para la galvanotecnia del cobre, pero la mayoría pueden clasificarse en cinco categorías generales basadas en el agente complejante:
- Cianuro alcalino
- Alcalino sin cianuro
- Ácido sulfúrico
- Fluoroborato ácido
- Pirofosfato

## Aplicaciones

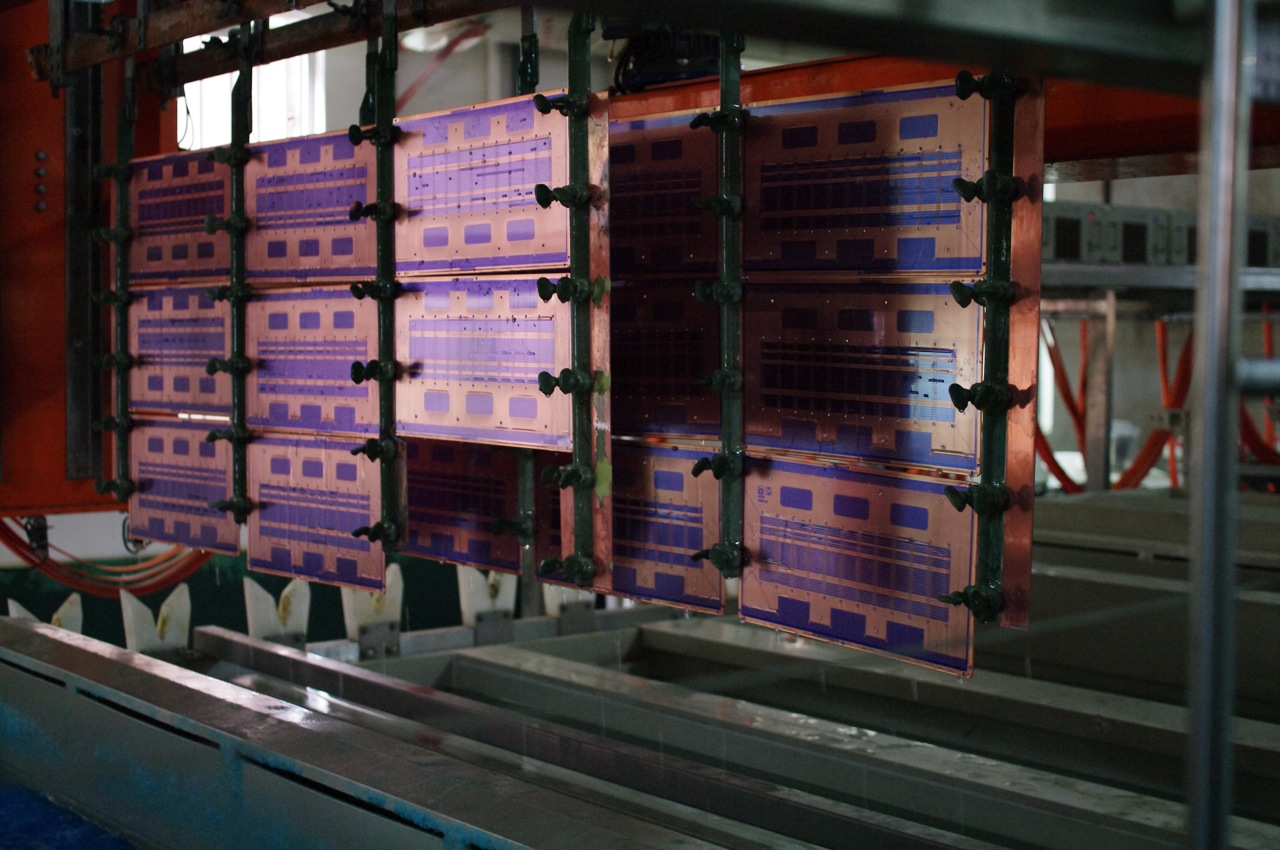
Fabricación de placas de circuito impreso en una línea de cobreado industrial.

Si excluimos la industria del metalizado en continuo, el cobre es el segundo metal más chapado después del níquel. La galvanoplastia del cobre ofrece una serie de ventajas sobre otros procesos de revestimiento, como el bajo coste del metal, el acabado brillante de alta conductividad y la gran eficacia del revestimiento. El proceso tiene una gran variedad de aplicaciones, tanto decorativas como de ingeniería.

### Aplicaciones decorativas
La electrodeposición decorativa del cobre aprovecha el alto poder de nivelación de las formulaciones de los baños de cobre que producen depósitos brillantes, la capacidad del cobre para cubrir los defectos del metal base y la suavidad del cobre que facilita el pulido y abrillantado para conseguir un acabado brillante. Aunque el cobre puede utilizarse como capa superficial decorativa final, suele recubrirse posteriormente con otros metales más resistentes al desgaste o al deslustre, como el cromo, el níquel o el oro; en este caso, el brillo de la capa inferior de cobre realza el aspecto de la capa de acabado posterior. Entre los productos en los que se utiliza el cobreado decorativo se incluyen embellecedores de automóviles, muebles, tiradores de puertas y armarios, apliques de luz, utensilios de cocina, otros artículos domésticos y prendas de vestir.
El cobreado también se utiliza para acuñar moneda.

### Aplicaciones de ingeniería
La galvanoplastia de cobre se utiliza mucho en la fabricación de dispositivos eléctricos y electrónicos, debido a la alta conductividad eléctrica del cobre (es el segundo metal con mayor conductividad eléctrica después de la plata). El cobre se galvanoplastia en placas de circuitos impresos para añadir metal a los orificios pasantes y fabricar las marcas conductoras de los circuitos de la placa. Esto se hace mediante un proceso sustractivo en el que el cobre se recubre como una capa general sin patrón que posteriormente se graba con una máscara con patrón para formar el circuito deseado (recubrimiento de paneles), o mediante un proceso aditivo o semiactivo en el que se aplica a la placa una máscara con patrón que deja al descubierto el circuito deseado y a continuación se recubre de cobre las zonas del circuito sin máscara (recubrimiento con patrón). La industria de semiconductores utiliza el proceso de damasquinado para recubrir con cobre las vías de interconexión para la metalización. El cobre también se utiliza para chapar alambre de acero para aplicaciones de cableado eléctrico.
Como metal blando, el cobre también es maleable, por lo que tiene la flexibilidad inherente para mantener la adherencia incluso si el sustrato se dobla y manipula después del revestimiento. Cuando se galvanoplastia, el cobre proporciona una cobertura lisa y uniforme que, por lo tanto, constituye una base excelente para procesos adicionales de revestimiento o metalizado. La resistencia a la corrosión es otra ventaja del cobre. Aunque el cobre no es tan eficaz para resistir la corrosión como el níquel, se suele utilizar como capa base para el níquel si se necesita una mayor protección contra la corrosión; suele ser el caso de los materiales que deben trabajar en entornos marinos y submarinos. Por último, el cobre tiene propiedades antibacterianas, por lo que se utiliza en algunas aplicaciones médicas.